# 잭 멀홀
잭 멀홀(Jack Mulhall, 1887년 10월 7일 ~ 1979년 6월 1일)은 미국의 영화배우, 배우, 영화 프로듀서이다.

## 영화
- 쉬 크리처 (1956년)
- 80일간의 세계일주 (1956년)
- 내일없는 우정 (1955년)
- 당신만을 (1952년)
- 마이 프렌드 어머 (1949년)
- Monsieur Beaucaire (1946년)
- 42번가의 유령 (1945년)
- 콜벳 K-225 (1943년)
- 유인원 인간 (1943년)
- 더 어메이징 미시즈 홀리데이 (1943년)
- 허스 투 홀드 (1943년)
- 더 글래스 키 (1942년) - 린치 역
- 신 타운 (1942년)
- 비트윈 어스 걸스 (1942년)
- 딕 트레이시 대 범죄 주식회사 (1941년)
- 스파이더 리턴즈 (1941년)
- 라스베가스 나이츠 (1941년)
- 인 더 네이비 (1941년)
- 벅 프라이빗 (1941년)
- 잇 스타티드 위드 이브 (1941년)
- 캡틴 마블의 모험 (1941년)
- 커민 라운드 더 마운틴 (1940년)
- 브로드웨이 멜로디 오브 1940 (1940년)
- 벅 로저스 (1939년)
- 쓰리 스마트 걸 그로우 업 (1939년)
- 퍼스트 러브 (1939년)
- 매드 어바웃 뮤직 (1938년)
- 플래시 고든의 화성 여행 (1938년)
- 오케스트라의 소녀 (1937년)
- 와이프 대 비서 (1936년)
- 빅 브로드캐스트 오브 1937 (1936년)
- 쇼 보트 (1936년)
- 페이지 미스 글로리 (1935년) - 리포터 역
- 명랑한 사기 (1935년)
- 투 포 투나잇 (1935년)
- 렉클리스 (1935년)
- 미시시피 (1935년)
- 더 빅 브로드캐스트 오브 1936 (1935년)
- 조지 화이트의 1935 스캔달 (1935년)
- 파리 인 스프링 (1935년)
- 밀고자 (1935년)
- 이것이 선물 (1934년)
- 러버 컴 백 (1931년)
- 쇼 걸 인 헐리우드 (1930년)
- 리칭 포 더 문 (1930년)
- 쇼 오브 쇼 (1929년)
- 노티 베이비 (1928년)